# لاري أرندت
لاري أرندت (بالإنجليزية: Larry Arndt)‏ هو لاعب كرة قاعدة أمريكي، ولد في 25 فبراير 1963 في فريمونت في الولايات المتحدة، وتوفي في 3 يناير 2014 في توليدو في الولايات المتحدة.

## وصلات خارجية
- لاري أرندت على موقعبيزبول رفرنس.كوم (الدوري الرئيسي) (الإنجليزية)
- لاري أرندت على موقعبيزبول رفرنس.كوم (الدوري الثانوي) (الإنجليزية)